# Ichstedt
Ichstedt là một đô thị ở huyện Kyffhäuser, ở bang Thüringen, Đức. Đô thị này có diện tích 9,67 km², dân số thời điểm ngày 31 tháng 12 năm 2006 là 704 người.